# DVD-RW

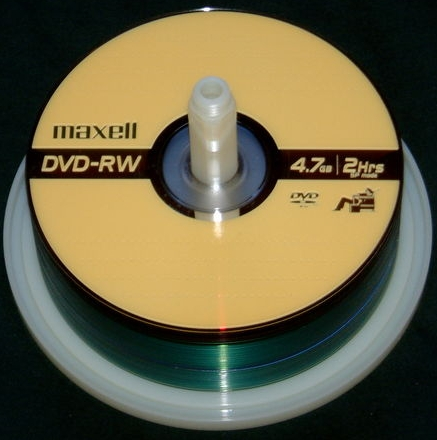
Tarrina de DVD-RW.

El DVD-RW, en inglés: DVD-ReWritable, o DVD-Regrabable es un tipo de DVD regrabable o borrable, que permite grabar y borrar un número determinado de veces. La capacidad estándar es de 4,7 gigabytes (GB).
Fue creado por Pioneer en noviembre de 1999 y es el formato contrapuesto al DVD+RW, apoyado además por Panasonic, Toshiba, Hitachi, NEC, Samsung, Sharp, Apple Computer y el DVD Forum.
Se puede utilizar como una unidad de 4,7 GB y evita tener que adquirir otra para cambiar la información ya que se puede borrar la existente. Tiene velocidades de 6x, 8x, 12x, 16x y 24x.
En los DVD-RW la superficie grabable es reversible.
Esta capa es de una aleación de germanio, antimonio y teluro (GeSbTe), y tiene la característica de que cambia de fase. Esto hace que, a diferencia de la mayoría de sólidos, puede existir en dos estados: cristalino y amorfo.

## Proceso de grabación

### Grabación
El láser calienta la aleación hasta casi los 700 °C, esta pasa del estado cristalino original al amorfo, que refleja menos luz y se revela como una mancha negra cuando se reproduce el disco.

### Borrado
El láser calienta la aleación en estado amorfo cerca de los 200 °C, la devuelve al estado cristalino, dando como resultado el borrado de las manchas y dejando el disco listo para escribirlo de nuevo.